# Canelones
|  | Per a altres significats, vegeu «Departament de Canelones». |

Canelones (antigament Villa (de) Guadalupe) és una ciutat de l'Uruguai, capital i centre administratiu del departament homònim. A més de ser la capital, és una de les ciutats més importants del departament, a la zona sud de la República Oriental de l'Uruguai. El 1813 va ser declarada capital de la Província Oriental del Riu de la Plata (actual Uruguai).
El 1996 tenia 19.388 habitants (només el 5,1% del total departamental).
Els seus primers veïns es van establir el 1726 i el poblat va créixer després d'un loteo realitzat cap a 1730.

## Informació general
Villa Guadalupe, nom original de Canelones, va començar a prendre forma definitiva amb l'arribada d'immigrants canaris i gallecs el 1774.
La seva creació formal es va produir el 1783, quan ja tenia 70 cases, capella, casa capitular i presó.
La proximitat amb Montevideo, centre geopolític de la Banda Oriental, va convertir Guadalupe en escenari històric.
Molins, frigorífics i diverses agroindustries es van establir allà a partir de 1900.

## Població
Canelones té una població de 19.631 habitants (cens 2004).
| 1963   | 1975   | 1985   | 1996   | 2004    |
| ------ | ------ | ------ | ------ | ------- |
| 14.185 | 15.988 | 17.323 | 19.388 | {{{5}}} |

## Història
Villa Guadalupe es va fundar el 24 d'abril de 1783 per ordre del virrei Juan José de Vértiz, però la història reconeix com el seu fundador el rector Juan Miguel de la Laguna. A aquest se li dona la iniciativa de construir l'església parroquial i la gestió de la ubicació de famílies espanyoles després de 1774.
L'originària Villa de Nuestra Señora de Guadalupe va arribar a ser capital de la Província Oriental el 1813, per nomenament de José Gervasio Artigas, en ser elegit aquest president provisional dels orientals. El 27 de gener de 1816, per decret de l'Ajuntament de Montevideo ratificat per Artigas, es crea el departament de Canelones, un dels primers nou en els quals es dividiria la futura República i la primera jurisdicció dels quals s'estenia des del riu Santa Lucía fins a Montevideo. El 18 de desembre de 1828 és creada a Canelones la bandera nacional, per l'assemblea constituent i legislativa a iniciativa del governador provisori Joaquín Suárez.

## Govern
L'actual alcalde de Canelones és Marbel Curbelo (Front Ampli).

## Fills il·lustres
- Javier de Viana, escriptor.